# スターリング・シリファント
スターリング・シリファント（Stirling Dale Silliphant,  1918年1月16日 - 1996年4月26日）は、アメリカ合衆国の脚本家、映画プロデューサー。

## 来歴
デトロイトに生まれ、カリフォルニア州グレンデールで育つ。父親はカナダからの移住者。南カリフォルニア大学卒業。
幅広いジャンルの映画・テレビドラマの脚本を手がけ、1968年、『夜の大捜査線』で第40回アカデミー脚色賞と第25回ゴールデングローブ賞 脚本賞を、翌1969年には『まごころを君に』で第26回ゴールデングローブ賞 脚本賞を再び受賞した。
『ポセイドン・アドベンチャー』や『タワーリング・インフェルノ』といったパニック映画の脚本を多く手がけた事でも知られる。
在米中のブルース・リーからジークンドーを教わっている。下から上へと困難を排除しながら最上階を目指す『死亡遊戯』のコンセプトが『ポセイドン・アドベンチャー』に影響を与えた、という説がある
。
1996年4月26日、前立腺癌のため、1988年から住んでいたタイ・バンコクで死去、78歳。

## 主な作品

### 映画
- 殺人捜査線 The Lineup (1958)
- 未知空間の恐怖/光る眼 Village of the Damned (1960)
- いのちの紐 The Slender Thread (1965) 製作も
- 夜の大捜査線 In the Heat of the Night (1968)
- まごころを君に Charly (1968)
- かわいい女 Marlowe (1969)
- L・B・ジョーンズの解放 The Liberation of L.B. Jones (1970)
- 春の雨の中を A Walk in the Spring Rain (1970) 製作も
- マーフィの戦い Murphy's War (1971)
- センチュリアン The New Centurions (1972)
- ポセイドン・アドベンチャー The Poseidon Adventure (1972)
- 黒いジャガー/アフリカ作戦 Shaft in Africa (1973)
- タワーリング・インフェルノ The Towering Inferno (1974)
- キラー・エリート The Killer Elite (1975)
- ダーティハリー3 The Enforcer (1976)
- テレフォン Telefon (1977)
- スウォーム The Swarm (1978)
- 世界崩壊の序曲 When Time Ran Out... (1980)
- オーバー・ザ・トップ Over the Top (1986)
- グラスハープ/草の竪琴 The Grass Harp (1995)

### テレビドラマ
- ヒッチコック劇場 Alfred Hitchcock Presents (1956-1959)
- 裸の町 Naked City (1958 - 1963)
- ルート66 Route 66 (1960-1964)
- 復讐の鬼探偵ロングストリート Longstreet (1972) 製作総指揮も

### その他
- ミッキーマウス・クラブ The Mickey Mouse Club (1955) テレビアニメ